# Петренко, Иван Петрович
Иван Петрович Петренко (10 мая 1934 год, село Самойловка) — колхозник, тракторист колхоза «Энтузиаст» Весёловского района Запорожской области, Украинская ССР. Герой Социалистического Труда (1977). Депутат Верховного Совета УССР 9 — 10 созывов.

## Биография
Родился 10 мая 1934 года в крестьянской семье в селе Самойловка. Получил неполное среднее образование.
С 1951 года — работник колхоза, ученик курсов механизации. Служил в Советской Армии.
С 1956 по 1961 год — тракторист колхоза «Энтузиаст» в селе Менчикуры Весёловского района. В 1961—1962 годах — тракторист колхоза «Аниховский» Адамовского района Оренбургской области.
С 1962 года — тракторист, звеньевой механизированного звена кукурузоводов колхоза «Энтузиаст» Весёловского района. В 1977 году удостоен звания Героя Социалистического Труда за выдающиеся трудовые достижения.
Избирался депутатом Верховного Совета УССР 9 — 10 созывов от Весёловского избирательного округа.
После выхода на пенсию проживает в селе Менчикуры Весёловского района.

## Награды
- Герой Социалистического Труда — указом Президиума Верховного Совета СССР от 22 декабря 1977 года.
- Орден Ленина
- Орден Трудового Красного Знамени